# Kirkliston
Kirkliston è una cittadina di circa 3.400 abitanti della Scozia sud-orientale, facente parte dell'area amministrativa della City of Edinburgh e situata lungo il corso del fiume Almond.

## Geografia fisica
Kirkliston si trova a circa 8 miglia dal centro di Edimburgo e, più precisamente, a circa 2 miglia a mezza a sud del Forth Road Bridge.

## Storia
Le origini della città sono molto antiche, tanto che si hanno notizie di una chiesa in loco, eretta lungo il fiume Almond, già nel XII secolo.
A quell'epoca la località si chiamava "Temple Liston". Il nome faceva riferimento alla presenza dell'Ordine dei Cavalieri Tempaleri, le cui proprietà in loco (come nel resto della Scozia), dopo lo scioglimento dell'ordine nel 1312, passarono all'Ordine dei Cavalieri di San Giovanni.
Di epoca molto antica è poi la presenza di mulini in loco eretti lungo il fiume Almondo, tanto che nel 1672 veniva segnata nelle mappe una località limitrofa chiamata "Breast Mill".
Kirkliston conobbe quindi un notevole sviluppo economico a partire dalla fine del XVIII secolo, in particolare dopo il 1795, quando in città vennero aperte la Glen Forth Distillery (in seguito chiamata Lambsmiln Distillery).
Nel 2006, molte distillerie della città vennero demolite per far posto ad abitazioni.

## Monumenti e luoghi d'interesse

### Architetture religiose

#### Chiesa parrocchiale
Tra i principali edifici di Kirkliston figura la chiesa parrocchiale, eretta nel XII secolo, ma con aggiunte nel 1687, 1822 e 1883..

## Società

### Evoluzione demografica
Al censimento del 2011, Kirkliston contava una popolazione pari a 3.386 abitanti.
La località ha conosciuto un incremento demografico rispetto al 2001, quando contava 3.210 abitanti.